# Национален музей на Република Башкортостан
Националният музей на Република Башкортостан (на башкирски: Башҡортостан Республикаһының Милли музейы), е културно-историческа държавна бюджетна институция в град Уфа, Башкортостан, Той е най-големият музей в Башкортостан и един от най-старите музеи в Русия. Основната му сграда се намира в Уфа и има 10 държавни музея, които функционират като клонове – шест се намират в градовете и три в селските райони. Извършва методическо ръководство на 57 музея в Башкортостан.

## История
Музеят е основан на 23 април 1864 г. от Регионалния статистически комитет на провинция Оренбург по инициатива на няколко негови членове и активното участие на Григорий Аксаков, губернатор на Уфа и Самара, като Музей на провинция Уфа. През 1993 г. приема името Национален музей на Република Башкортостан.
От декември 1989 г. музеят се помещава в сградата на бившата Селска поземлена банка (стопанска постройка от 1906 – 1908 г. и банков клон). Сградата е архитектурен паметник.
В периода 2001 – 2003 г. на сградата е направен основен ремонт.

## Експозиция
Експозиция на музея е разположена в 35 изложбени зали. Там са представени археология (каменна и бронзова ера), историята през 15 – 21 век, етнография на башкирите и други народи в състава на републиката – (удмурти, мордовци, марийци, украинци, чуваши и други.
Залите, посветени на природата на Башкирия, имитират различни биологични среди: „Земноводни, влечуги и риби“, „Пещерите на Башкортостан“, „Епохата на камъка“ (за богатството и уникалността на недрата на Башкирия), а малка експозиция представя един от живите символи на региона – бурзянската пчела.
Музейните фондове включват 135 хил. единици съхранявани в основния фонд, и 51 хил. единици за съхранение от научния спомагателен фонд.
Едно от съкровищата на музея е нумизматичната колекция, която е сериозно разширена и допълнена от основаването на музея, съставлява повече от 16 хиляди единици. В допълнение към тях, музеят разполага с богата колекция от златни и сребърни монети на Русия.
Обект на гордост на музея е сабята, изложена в музея и принадлежаща, според легендата, на националния герой Салават Юлаев (открита през 1910 – 1911 г. в село Курмантау от археолога Сергей Минцлов).